# Smakosz 2
Smakosz 2 (tytuł oryg. Jeepers Creepers 2) – film fabularny z 2003 roku, sequel horroru Victora Salvy z roku 2001 (patrz: Smakosz), wyprodukowany wykonawczo przez Francisa Forda Coppolę.

## Fabuła

### Początek
Na początku filmu przedstawiona została geneza Smakosza. Widz dowiaduje się, że tajemnicza postać pojawia się co 23 lata wiosną na 23 dni, by się posilić. Okazuje się również, że przedstawiony dzień jest 22 dniem tragicznego okresu.

### Rozwinięcie
Młodszy syn farmera Taggarta zostaje porwany przez tajemniczą postać, wyglądem przypominającą zmutowanego nietoperza. Zrozpaczony ojciec z pomocą drugiego syna przygotowują się na złapanie tajemniczego stwora. Kolejnego, 23 dnia na odludnej szosie psuje się autokar, którym ze stanowego konkursu koszykarskiego wraca grupa sportowców i cheerleaderek. Młodzi ludzie i ich opiekuni zaczynają ginąć, jednak nikt nie wie, kto jest sprawcą zamieszania. Prawda okazuje się oszałamiająca, bowiem nastoletni sportowcy mają służyć za posiłek mitycznemu Smakoszowi. Tymczasem przygotowani farmerzy wyruszają w poszukiwania syna i mordercy. W międzyczasie dowiadują się z radia, że przez pożar kościoła w miejscowości Poho odkryto zwłoki ponad 300 ciał pozszywanych ze sobą, niemających wnętrzności, a niekiedy i kończyn (świadczy to o tym, iż wydarzenia w Smakoszu 2 dzieją się następnego dnia po zakończeniu akcji w Smakoszu). Wkrótce trafiają na trop autobusu. Stwór chcąc zabić swoje ofiary dwukrotnie trafia w pułapkę przygotowaną przez mężczyznę i za każdym razem udaje mu się z niej uciec. W rezultacie, Smakosz uderzając w samochód traci nogę, jednak próbuje ją odzyskać pożerając pewnego chłopaka. Nie udaje mu się to, ponieważ farmer zdążył go zabić. Następnie mężczyzna wielokrotnie rani go ostrym sztyletem. Ponieważ był już ranek, czas Smakosza się skończył i musiał on zasnąć na kolejne 23 lata. Młoda cheerleaderka powiedziała, że on jeszcze powróci. Wiedziała to, ponieważ wcześniej zemdlała i miała wizję, w której pewien nieznany dla niej chłopak (Darry Jenner - z poprzedniej części filmu) powiedział jej o wszystkim.

### Zakończenie
Grupka trzech młodych ludzi przyjeżdża na farmę, w której można zobaczyć zmutowanego nietoperza. W stodole spotykają farmera Taggarta, który siedzi i obserwuje swoją zdobycz. Opowiada nastolatkom, że złapał go 23 lata temu. Młodzi ludzie wypytują go czy na coś czeka, a ten mówi im, że jeszcze „tylko trzy dni. Plus-minus dwa dni” (widz może się domyślić, że za te dwa-trzy dni Smakosz znów się przebudzi po 23 latach snu).

## Obsada
- Ray Wise − Jack Taggart, senior
- Nicki Lynn Aycox − Minxie Hayes
- Eric Nenninger − Scott „Scotty” Braddock
- Travis Schiffner − Izzy Bohen
- Garikayi Mutambirwa − Deaundre „Double D” Davis
- Jonathan Breck − Smakosz
- Marieh Delfino − Rhonda Truitt
- Al Santos − Dante Belasco
- Lena Cardwell − Chelsea Farmer
- Billy Aaron Brown − Andy „Bucky” Buck
- Josh Hammond − Jake Spencer
- Kasan Butcher − Kimball „Big K” Ward
- Diane Delano − Betty, kierowca autokaru
- Thom Gossom Jr. − trener Charlie Hanna
- Tom Tarantini - Coach Dwayne Barnes
- Drew Tyler Bell - Jonny Young
- Luke Edwards - Jack Taggart, junior
- Justin Long - Darius „Darry” Jenner (cameo)
- Shaun Fleming - Billy Taggart

## Box office
W Stanach Zjednoczonych film zarobił 35 667 218 dolarów amerykańskich. Na całym świecie zainkasował łącznie 63 102 666 dolarów, niewiele więcej niż pierwszy film z serii.

## Kontynuacja
W marcu 2006 została potwierdzona informacja, że powstanie trzecia część filmu o oryginalnym tytule: Jeepers Creepers 3: Cathedral. Fabuła będzie się opierać na wydarzeniach, które działy się 23 lat po wydarzeniach w pierwszym i drugim filmie. Trish Jenner jest matką nastoletniego syna, Darry'ego (od imienia brata, którego straciła 23 lat temu). Pewnej nocy doznaje koszmaru, w którym zobaczyła, że jej syna spotka ten sam los, jaki spotkał jej brata. Zdecydowana temu zapobiec, Trish, która jest teraz bogatą i wpływową kobietą, wyrusza z Jackiem Taggart Juniorem (Luke Edwards) i jego ojcem Jackiem Taggart Seniorem w poszukiwaniu Smakosza, by go unicestwić raz na zawsze.
Dnia 9 lutego 2011, Victor Salva rozmawiał z Francisem Fordem Coppolą o filmie. Salva zasugerował, że scenariusz może prowadzić do serialu, zamiast trzeciego filmu, jak pierwotnie planowano. Jednak podjęto decyzję o wykonaniu filmu, do którego scenariusz już dawno został napisany.
Kontynuacja (prequel) zatytułowana Smakosz 3 (ang. Jeepers Creepers 3) ostatecznie miała premierę 26 września 2017 roku. Przedstawia historię tuż po wydarzeniach znanych z filmu Smakosz (ang. Jeepers Creepers) a jej scena końcowa jest wstępem do części drugiej.